# Diocesi di Ottaba
La diocesi di Ottaba (in latino Dioecesis Octabensis) è una sede soppressa e sede titolare della Chiesa cattolica.

## Storia
Ottaba, nell'odierna Tunisia, è un'antica sede episcopale della provincia romana di Bizacena.
Unico vescovo conosciuto di questa diocesi africana è Albino, il cui nome figura al 38º posto nella lista dei vescovi della Bizacena convocati a Cartagine dal re vandalo Unerico nel 484; Albino, come tutti gli altri vescovi cattolici africani, fu condannato all'esilio.
Dal 1933 Ottaba è annoverata tra le sedi vescovili titolari della Chiesa cattolica; dal 31 maggio 1994 il vescovo titolare è Bernhard Hasslberger, già vescovo ausiliare di Monaco e Frisinga.

## Cronotassi

### Vescovi
- Albino † (menzionato nel 484)

### Vescovi titolari
- Michel Kien Samophithak † (12 febbraio 1959 - 18 dicembre 1965 nominato arcivescovo di Thare e Nonseng)
- Ernesto Sena de Oliveira † (12 agosto 1967 - 27 gennaio 1971 dimesso)
- Peter Wang Kei Lei † (3 luglio 1971 - 21 dicembre 1973 nominato vescovo di Hong Kong)
- David Edward Foley † (3 maggio 1986 - 22 marzo 1994 nominato vescovo di Birmingham)
- Bernhard Haßlberger, dal 31 maggio 1994